# Никон Петро
Петро Никон (псевдо.: «Гриненко»; нар. 1913, Холоїв, нині Радехівська міська громада, Шептицький район, Львівська область — пом. 6 травня 1949, Холоїв, нині Радехівська міська громада, Шептицький район, Львівська область) — український військовик, лицар Срібного хреста бойової заслуги УПА 1 класу

## Життєпис
Освіта — 4 класи народної школи. За фахом — швець. Одружений. Симпатик ОУН із 1936 р., член ОУН з 1939 р. У лавах збройного підпілля ОУНР із літа 1944 р. Стрілець Самооборонного Кущового Відділу Трієцького куща Радехівського надрайону (літо 1944 — 05.1945). Вістун УПА (?).
Загинув 6 травня 1949 року біля с. Холоїв, наскочивши на засідку військ МДБ біля залізничної колії. 

## Нагороди
- відзначений Срібним хрестом бойової заслуги 1 класу (23.10.1948) за участь у засідці під час якої був знищений підполковник МДБ Крижанівський.